# Euphaedra (Radia) eusemoides
Euphaedra (Radia) eusemoides es una especie de  Lepidoptera, de la familia Nymphalidae,  subfamilia Limenitidinae, tribu Adoliadini, pertenece al género Euphaedra (subgénero (Radia).

## Localización
Esta especie de Lepidoptera se encuentra localizada en Sierra Leona. 